# Michel + Kieser
 (signalé en août 2025).
Si vous disposez d'ouvrages ou d'articles de référence ou si vous connaissez des sites web de qualité traitant du thème abordé ici, merci de compléter l'article en donnant les références utiles à sa vérifiabilité et en les liant à la section « Notes et références ».
- Archive Wikiwix
- Bing
- Cairn
- DuckDuckGo
- E. Universalis
- Gallica
- Google
- G. Books
- G. News
- G. Scholar
- Persée
- Qwant
- (zh) Baidu
- (ru) Yandex
- (wd) trouver des œuvres sur Wikidata

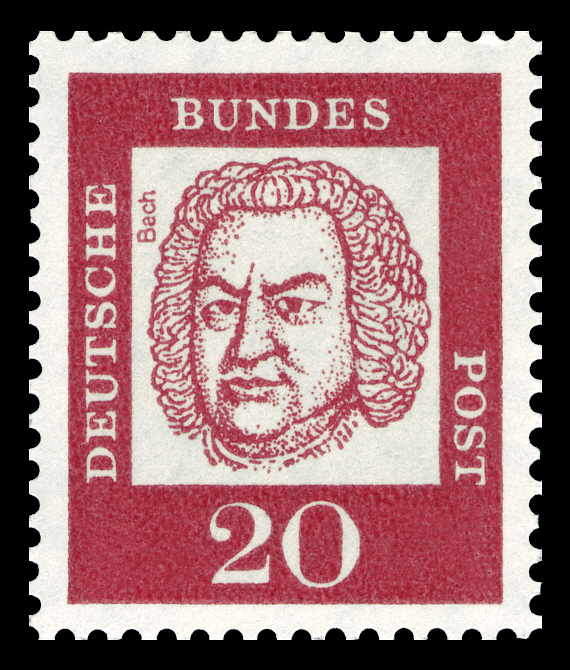
Bach sur un timbre allemand de la série de Michel + Kieser ', 1961.

Michel + Kieser est un duo de graphistes allemands actif de 1953 à 1963. Il est surtout connu pour ses affiches et ses modèles de timbres.
Il était composé de Hans Michel (de) (1920-1996) et Günther Kieser (1930-2023).